# Óblast de Kars
L'óblast de Kars (rus Карсская область, Kàrsskaia óblast) fou una divisió administrativa de Rússia que va existir entre 1878 i 1917 (juridícament més tard). La capital era Kars.

## Història
La província russa de Kars (óblast de Kars) fou creada el 1878 amb territoris cedits per Turquia al tractat de San Stefano de 3 de març de 1878 i al tractat de Berlín de 13 de juliol de 1878. Anteriorment formaven l'eyalat de Kars i l'eyalat de Samtskhe o Çıldır que foren reunits al wilayat d'Erzurum el 1845. 82.000 turcs van abandonar la regió els següents tres anys, però s'hi van establir armenis, georgians i grecs procedents de l'Imperi Otomà o d'altres óblasts de Rússia.
Després de la revolució russa el Consell Nacional Armeni es va constituir de fet en govern d'Armènia i va dominar Kars; el Consell es va integrar en el Consell Nacional dels Pobles del Sud del Caucas que es va constituir en república federal dins de Rússia el 20 de setembre de 1917; pel tractat de Brest-Litovsk de 3 de març de 1918, els bolxevics van retornar Kars i Ardahan a l'Imperi Otomà, però de fet cedien el que no era seu; el 13 d'abril el Consell Nacional Armeni i Turquia van iniciar hostilitats. El Consell Nacional dels Pobles del Sud del Caucas es va independitzar com a República Federal de Transcaucàsia el 22 d'abril de 1918; el dia 25 d'abril els turcs otomans van ocupar Kars. El Consell Nacional Armeni va decidir separar-se de la federació i constituir-se en República d'Armènia el 22 de maig de 1918; el mateix dia Geòrgia abandonava també la Federació amb el que aquesta va quedar dissolta de facto si bé oficialment la dissolució formal es va produir el dia 26 de maig.
L'armistici de Mudros (30 d'octubre de 1918) comportava la retirada turca a la línia de frontera anterior a la guerra. Els britànics ocuparen Batum però els otomans es negaven a retirar-se de Kars i el seu governador militar constituí un govern provisional dirigit per Fakhr al-Din Pirioghlu (conegut per Fahrettin Pirioghlu) que reclamà la sobirania de Kars i les regions turcòfones i musulmanes veïnes fins Batum i Gyumri (Aleksandrópol). El 19 de gener de 1919 es va iniciar la conferència de pau i la delegació armènia es va unificar amb la dels armenis de Turquia. La regió de Kars fou ocupada per Armènia el gener de 1919 però el govern turcòfil es va sostenir a la ciutat de Kars fins a l'arribada de les tropes britàniques que el van dissoldre (19 d'abril) enviant als seus líders a Malta. Kars fou entregat poc després a Armènia junt amb Ardahan (maig) i va formar la província de Vanand.
El 20 d'agost de 1920 el tractat de Sevres va crear la Gran Armènia amb els territoris armenis abans de Rússia i una part de Turquia amb població armènia, amb fronteres a definir per un laude arbitral del president americà Wilson. Els republicans turcs s'hi van oposar i Armènia fou envaïda pels nacionalistes manats pel general Kazım Karabekir, i es va iniciar la guerra turcoarmènia; els turcs van ocupar Olti i es van presentar davant Kars el setembre; van entrar a Kars el 30 d'octubre de 1920 i van ocupar Gyumri el novembre. Pel tractat d'Aleksandrópol el 2 de desembre de 1920 Armènia va haver de cedir la meitat del seu territori i renunciar als territoris garantits pel tractat de Sevres. Quan el laude del president Wilson es va fer públic (març del 1921) ja els turcs havien ocupat els antics territoris turcs i alguns no turcs com Kars.
La República soviètica d'Armènia es va proclamar el 30 de setembre de 1921. Després de la invasió bolxevic d'Armènia el tractat d'Aleksandrópol fou substituït pel tractat de Kars el 23 d'octubre de 1921 entre Turquia i la Rússia Soviètica pel que Turquia renunciava a Batum (Adjària) però lo era reconeguda la sobirania de l'antic oblast de Kars (Kars, Ardahan i Igdir o Tsolakert)

## Subdivisions
Des del 1881 l'oblast estava format per quatre districtes (okrugs):
- Kars (Карсский округ)
- Ardahan (Ардаганский округ)
- Kaghzvan (Кагызманский округ)
- Oltu (Ольтинский округ)

Anteriorment existien dos districtes més (1878-1881):
- Şûrêgel (Шорагял)
- Zarishat (Заришат)

## Demografia
El 1892 tenia uns 200.868 habitants. La seva afiliació ètnica era:
- Turcs incloent adjars: 24% (sunnites)
- Armenis: 21,5% (cristians armenis)
- Kurds: 15% (Sunnites i alguns yazidis)
- Karapapaks: 14% (Sunnites i alguns xiïtes)
- Alevites (Turkmens): 5%
- Grecs Pòntics: 13,5% (cristians ortodoxos)
- Russos: 7% (molts de les sectes dels Molokans, Doukhobors, i altres)

En línies religioses eren:
- Cristians Ortodoxos: 14%
- Sectaris: 5%
- Església armènia: 21%
- Altres cristians: 0,75%
- Musulmans: 53%:
  - Sunnites: 46%
  - Xiïtes: 7%
- Alevites ("Ali Illahi"): 5%
- Yazidis: 1,25%

El 1897 eren 290.654 habitants classificats per llengües:
- Turc: 104.457, incloent:
  - Tàtar: 2.347
  - Baixkir: 207
  - Turc: 63.547
  - Karapapak: 29.879
  - Turkmen (Alevita): 8.442
- Armeni: 73.406
- Kurd: 42.968
- Grec: 32.593
- Eslau oriental: 27.856, incloent:
  - Rus: 22.327
  - ucraïnès: 5.279
  - Belarús: 250
- Polonès: 3243
- Hebreu (Jiddisch i altres): 1.138
- Lituà: 892
- Caldeu Neo-Arameu (Assiri): 585
- Persa: 568
- Georgià: 543
- Osset: 520
- Estonià: 455
- Lesguià: 448
- alemany: 430